# Saint-Lumier-la-Populeuse
Saint-Lumier-la-Populeuse is een gemeente in het Franse departement Marne (regio Grand Est) en telt 35 inwoners (2009). De plaats maakt deel uit van het arrondissement Vitry-le-François.

## Geografie
De oppervlakte van Saint-Lumier-la-Populeuse bedraagt 2,4 km², de bevolkingsdichtheid is dus 14,6 inwoners per km².
De onderstaande kaart toont de ligging van Saint-Lumier-la-Populeuse met de belangrijkste infrastructuur en aangrenzende gemeenten.

## Demografie
Onderstaande figuur toont het verloop van het inwonertal (bron: INSEE-tellingen).